# Гурский, Николай Васильевич
Николай Васильевич Гурский (1913-1983) — лейтенант Рабоче-крестьянской Красной армии, участник Великой Отечественной войны, Герой Советского Союза (1943).

## Биография
Николай Гурский родился 3 февраля 1913 года в Николаеве в рабочей семье. В 1934 году окончил судомеханический техникум, затем два курса кораблестроительного института. В августе 1941 года Гурский был призван на службу в Рабоче-крестьянскую Красную армию. С 1942 года — на фронтах Великой Отечественной войны. К сентябрю 1943 года сержант Николай Гурский был механиком 7-го отдельного моторизованного понтонно-мостового батальона 7-й гвардейской армии Степного фронта. Отличился во время битвы за Днепр.
29 сентября 1943 года, когда в районе острова Глинск-Бородаевский на территории Верхнеднепровского района Днепропетровской области Украинской ССР затонул шестнадцатитонный паром, Гурский, ныряя на глубину трёх метров, снял с него моторы, после чего установил их на другие паромы, способствовав успешной переправе советских частей через Днепр.
Указом Президиума Верховного Совета СССР от 20 декабря 1943 года за «образцовое выполнение боевых заданий командования на фронте борьбы с немецкими захватчиками и проявленные при этом мужество и героизм» сержант Николай Гурский был удостоен высокого звания Героя Советского Союза с вручением ордена Ленина и медали «Золотая Звезда» за номером 1517.
После окончания войны в звании лейтенанта Гурский был уволен в запас. В 1950 году он окончил политехнический институт. Проживал в Одессе, работал старшим преподавателем Одесского высшего инженерно-морского училища. Скончался 29 сентября 1983 года.
Был также награждён рядом медалей.